# Степаненко, Ион Лукич
Ион (Иона) Лукич Степаненко (1895, Ейск, Ейский отдел, Кубанская область, Российская империя — 30 июня 1965, Москва, СССР) — советский хозяйственный, государственный и партийный деятель.

## Биография
Родился в 1895 году в Ейске в крестьянской семье. После окончания в 1907 году Ейского городского начального училища работал в обувных мастерских.
Принимал участие в Первой мировой войне. В 1917 году, во время Февральской революции, принимал активное участие в работе комитетов солдатских депутатов. Член РКП(б) с 1918 года. В январе 1919 года вступил в Красную гвардию. Принимал участие в Гражданской войне. Находился на службе в РККА до 1927 года.
С 1927 года — на хозяйственной, общественной и политической работе. В 1932 году окончил Коммунистический университет имени Я. М. Свердлова и был направлен на ответственную работу в Московский городской комитет ВКП(б). Занимал должности инструктора Московского городского комитета ВКП(б) и заведующего Отделом агитации и пропаганды Красногвардейского районного комитета ВКП(б). В 1937 году был избран 1-м секретарём Красногвардейского районного комитета ВКП(б). С 1938 года — парторг ЦК ВКП (б). 
В 1939 году И. Л. Степаненко был направлен в Якутскую АССР, где был избран 1-й секретарь Якутского областного комитета ВКП(б). В марте 1939 года, на XVIII съезде ВКП(б) он был избран членом Центральной ревизионной комиссии. 23 марта 1941 года был доизбран членом Совета Национальностей Верховного Совета СССР от Таттинского округа Якутской АССР.
Одним из решений И. Л. Степаненко было принудительное переселение нескольких тысяч семей в тундру с целью увеличения добычи рыбы, что стало прямой причиной Чурапчинской трагедии. За многочисленные ошибки он был снят с должности 14 августа 1943 года на пленуме Якутского обкома партии.
В 1943 году, после освобождения Брянска, работал 1-м секретарём Брянского горкома КПСС. В 1944 году вернулся в Москву и был назначен заместителем секретаря и членом партколлегии, а затем членом партийной комиссии при Московском городком комитете ВКП(б). В 1950—1960 годах неоднократно избирался депутатом Московского городского совета.
В 1961 году вышел на пенсию. Умер 30 июня 1965 года. Похоронен на Новодевичьем кладбище.

## Награды
- орден Трудового Красного Знамени (03.05.1940) — «за выдающиеся заслуги в деле освоения Северного Морского Пути и районов Крайнего Севера, а также за образцовую и самоотверженную работу в период арктических навигаций 1938 и 1939 годов»
- орден Отечественной войны II степени (08.09.1947) — «за успешную работу по осуществлению генерального плана реконструкции города Москвы»[3]